# Accipiter erythrauchen
Lo sparviero delle Molucche (Accipiter erythrauchen G. R. Gray, 1861) è un uccello rapace della famiglia degli Accipitridi originario delle Molucche.

## Descrizione

### Dimensioni
Misura 26–35 cm di lunghezza, per un peso di circa 156 g (un maschio della sottospecie ceramensis); l'apertura alare è di 47–65 cm.

### Aspetto
Questo piccolo rapace ha una sagoma caratteristica degli uccelli del genere Accipiter. Ha un becco potente, zampe molto lunghe, ali relativamente appuntite e una coda breve. I sessi sono simili, ma la femmina è dal 13 al 28% più grande del maschio. È possibile distinguere i giovani dagli adulti. Negli adulti, le parti superiori variano dal grigio-ardesia al nero-ardesia. La nuca è ricoperta da un collare rosso scuro ben evidente. La coda è leggermente barrata. La gola bianca è ornata da piccole macchie scure. Il rosso-rosa delle parti inferiori si fonde progressivamente nel grigio della parte bassa dell'addome. Le parti inferiori possono talvolta essere di colore grigio chiaro con un'infiltrazione di rosa solamente sul petto. Le femmine sono un po' più scure sulle parti superiori e più grigie su quelle inferiori. Nei giovani, le piume delle parti superiori sono bruno-nerastre con i margini rossi più o meno visibili, in particolare sulla parte posteriore del collo, dove una grande presenza di bianco contribuisce a mettere in evidenza una sorta di collare rosso. La coda presenta numerose barre. Sulle parti inferiori color crema vi sono nette strisce scure. La gola più bianca mostra deboli strisce nere. Gli adulti hanno l'iride gialla e la cera e le zampe giallo-verdastre. Gli immaturi hanno occhi più opachi e zampe più verdi. Nelle Molucche vivono solo altri quattro accipitridi: l'astore di Gray (Accipiter henicogrammus), l'astore di Meyer (Accipiter meyerianus), l'astore variabile (Accipiter hiogaster) e l'astore grigio (Accipiter novaehollandiae). Tutti questi hanno un aspetto molto diverso ed è pertanto improbabile una possibile confusione.

### Voce
Gli sparvieri delle Molucche dovrebbero avere una vocalizzazione discreta, o forse sono addirittura silenziosi al di fuori del periodo di riproduzione. In ogni caso, il loro canto e la loro voce non sono ancora stati descritti.

## Biologia
Gli sparvieri delle Molucche vivono probabilmente da soli o in coppia. Non esiste alcuna descrizione di parate aeree. Questi uccelli sono senza dubbio sedentari, anche se i giovani sono nomadi e in grado di vagare per lunghe distanze dopo l'involo dal nido.

### Alimentazione
Apparentemente, gli sparvieri delle Molucche si nutrono principalmente di piccoli uccelli. La struttura delle zampe e il marcato dimorfismo sessuale per quanto riguarda le dimensioni sembrano confermare questa ipotesi. (In linea di massima, tra i rapaci, i maschi hanno probabilmente sviluppato, nel corso dell'evoluzione, dimensioni più ridotte per acquisire una maggiore agilità e diventare quindi predatori più efficaci.) Secondo le osservazioni finora effettuate, i lori rossi (Eos bornea) costituiscono probabilmente una delle loro prede preferite. Gli sparvieri delle Molucche cacciano alla posta a partire da un posatoio ben nascosto.

### Riproduzione
Non possediamo nessun tipo di informazione per quanto riguarda le abitudini riproduttive. A titolo di informazione, a Ceram gli astori di Meyer depongono le uova a maggio e i piccoli completamente ricoperti di piume prendono il volo a settembre.

## Distribuzione e habitat
Gli sparvieri delle Molucche frequentano le foreste primarie, sia nelle regioni pianeggianti che nelle zone di collina. Questi uccelli si sono adattati a vivere nei boschetti che sono stati leggermente diradati dall'attività dell'uomo e sono in grado di vivere anche nelle piantagioni. Contrariamente a quanto è stato talvolta affermato, non si trattengono ai margini delle zone boschive e nei giardini adiacenti. Gli sparvieri collorossiccio si incontrano dal livello del mare fino a 1400 metri di altitudine.
Questi rapaci di piccole dimensioni sono endemici delle Molucche. Sono presenti sulle isole di Morotai, Halmahera, Bacan, Obi, Buru, Ambon e Ceram.

## Tassonomia
Ne vengono riconosciute ufficialmente due sottospecie:
- A. e. erythrauchen G. R. Gray, 1861, la sottospecie nominale, diffusa nelle Molucche settentrionali;
- A. e. ceramensis (Schlegel, 1862), diffusa a Ceram, Buru e nelle isole adiacenti.

## Conservazione
Secondo quanto affermato da Ferguson-Lees e David Christie sul loro libro Raptors of the World, le popolazioni di sparviero delle Molucche non sono state precisamente quantificate. Questi rapaci, che occupano un'area di diffusione relativamente limitata e un habitat esclusivamente insulare, hanno una densità piuttosto bassa e il loro numero è valutato in poche migliaia. Sono sicuramente molto sensibili alla deforestazione che colpisce le foreste delle Molucche. Secondo BirdLife International, la popolazione, in diminuzione, è compresa tra le 670 e le 6700 unità, ma la specie è ancora considerata come «prossima alla minaccia» (Near Threatened).